# Poison (Alice Cooper)
Poison è un brano del cantante statunitense Alice Cooper, pubblicato in tutto il mondo come singolo nel 1989 e incluso nell'album Trash. Prodotta e scritta insieme a Desmond Child, la canzone rappresenta uno dei maggiori successi di Cooper, avendo raggiunto la settima posizione della Billboard Hot 100 negli Stati Uniti e il secondo posto della Official Singles Chart nel Regno Unito.
In un'intervista il cantante dichiarò che il testo del brano riguarda "quella spinta che nelle relazioni sentimentali ci spinge ad essere attratti da persone che non fanno per noi e dal continuare a desiderarle anche se ci fanno stare male."

## Video musicale
Esistono due versioni del video musicale della canzone. Il video originale doveva inizialmente essere censurato per la messa in onda in orari diurni, per via di alcune scene in cui la modella Rana Kennedy appariva solamente in perizoma. Tali scene sono poi state nuovamente filmate in versione meno osé, con la ragazza che indossava un corsetto per coprire il seno.
Diretto da Nigel Dick, si è trattato del primo video di Alice Cooper ad andare in forte rotazione su MTV, avendo il merito di introdurre il cantante a una nuova fascia di pubblico più giovane.

## Tracce
7" Single Epic 655061-7
1. Poison – 4:29
2. Trash – 4:01

12" Maxi Epic 655061-6
1. Poison – 4:29
2. Ballad of Dwight Fry (Live) – 7:22
3. Cold Ethyl (Live) – 3:12

CD-Single Epic 655061-2
1. Poison – 4:29
2. Trash – 4:01
3. Ballad of Dwight Fry (Live) – 7:22
4. I Got a Line on You – 2:58

## Formazione
- Alice Cooper – voce
- John McCurry – chitarra
- Hugh McDonald – basso, cori
- Alan St. John – tastiere, cori
- Bobby Chouinard – batteria

## Classifiche

### Classifiche settimanali
| Classifica (1989)             | Posizione massima |
| ----------------------------- | ----------------- |
| Australia                     | 3                 |
| Belgio (Fiandre)              | 22                |
| Canada                        | 39                |
| Europa                        | 36                |
| Finlandia                     | 3                 |
| Germania                      | 25                |
| Irlanda                       | 3                 |
| Norvegia                      | 3                 |
| Nuova Zelanda                 | 2                 |
| Paesi Bassi                   | 8                 |
| Regno Unito                   | 2                 |
| Stati Uniti                   | 7                 |
| Stati Uniti (mainstream rock) | 15                |
| Svezia                        | 10                |
| Svizzera                      | 13                |
| Classifica (2011)             | Posizione massima |
| Ungheria                      | 9                 |

### Classifiche di fine anno
| Classifica (1989) | Posizione |
| ----------------- | --------- |
| Australia         | 18        |
| Nuova Zelanda     | 43        |
| Paesi Bassi       | 61        |
| Stati Uniti       | 91        |

### Certificazioni
| Nazione            | Certificazione | Data             | Vendite certificate |
| ------------------ | -------------- | ---------------- | ------------------- |
| Australia - ARIA   | Platino        | 1989             | 70 000+             |
| Canada - CIA       | Oro            | 28 febbraio 1990 | 50 000+             |
| Regno Unito - BPI  | Oro            | 23 agosto 2019   | 200 000+            |
| Stati Uniti - RIAA | Oro            | 4 dicembre 1989  | 500 000+            |
| Svezia - GLF       | Oro            | 30 ottobre 1989  | 25 000+             |

## Nella cultura di massa
- La canzone compare in sottofondo in una scena del film Tango & Cash del 1989, diretto da Andrej Končalovskij, con protagonisti Sylvester Stallone e Kurt Russell.
- Una cover della canzone è stata estratta come primo singolo dall'album 7 Years and 50 Days pubblicato dal gruppo trance tedesco Groove Coverage nel 2004.
- Un'altra cover è stata inclusa dalla cantante finlandese Tarja Turunen nel suo album My Winter Storm del 2007.
- La canzone appare come canzone scaricabile nei videogiochi musicali Rock Band e Guitar Hero: Warriors of Rock (in quest'ultimo con una versione ri-registrata).
- Una versione, con testo appositamente modificato, è stata realizzata per la campagna pubblicitaria della Volkswagen Passat nel febbraio 2011.[28]
- La cantante britannica Kim Wilde ha spesso eseguito la canzone dal vivo durante il suo tour del 2014.

## Remix
La versione dei Groove Coverage è stata fatta oggetto di diversi remix:
- Radio Version (3:05)
- Rock The Radio Mix (3:26) [Conosciuta anche come Rock Mix]
- Club Mix Short (3:27)
- Club Mix Short (3:07)
- Extended Version (5:04)
- Club Mix (6:07)
- Tune Up! Remix (5:38)
- Tune Up! Remix (6:05)
- Tune Up! Remix (4:25) (Best of... CD)
- The Paragod Remix (5:40)
- Friday Night Posse Remix (7:12)
- Friday Night Posse Remix (5:50)
- Friday Night Posse Remix (4:27) (Best of... CD)
- KB Project Remix (5:27)
- Scott Brown Remix (5:25)
- DJ U☆Hey? Remix (5:51)
- Ultimix Extended
- Ultimix Edit
- Josh Harris Radio Edit
- Josh Harris Club Mix
- Josh Harris Dub